# Copidosoma subalbicorne
Copidosoma subalbicorne is een vliesvleugelig insect uit de familie Encyrtidae. De wetenschappelijke naam is voor het eerst geldig gepubliceerd in 1960 door Hoffer.